# Colibrí de cua metàl·lica olivaci
El colibrí de cua metàl·lica olivaci (Chalcostigma olivaceum) és una espècie d'ocell de la família dels troquílids (Trochilidae) que habita zones obertes dels Andes des del centre i sud-est del Perú, fins al centre de Bolívia.